# Aita Mare
Aita Mare (veraltet Aitonul Mare; deutsch Aitau, ungarisch Nagyajta oder Ajta) ist eine Gemeinde im Kreis Covasna in der Region Siebenbürgen in Rumänien.

## Geographische Lage

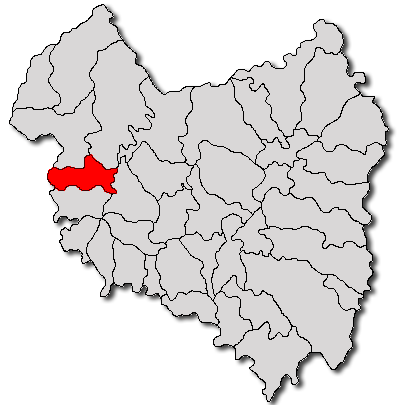
Lage der Gemeinde Aita Mare im Kreis Covasna

Die Gemeinde Aita Mare liegt östlich des Siebenbürgischen Beckens (Podișul Transilvaniei) in den Westausläufern der Baraolter Berge im sogenannten Szeklerland. Im Westen des Kreises Covasna am Bach Aita – ein rechter Nebenfluss des Olt (Alt) – und der Kreisstraße (Drum județean) DJ 131, befindet sich der Ort Aita Mare 15 Kilometer südlich von der Kleinstadt Baraolt und etwa 40 Kilometer nordwestlich von Kreishauptstadt Sfântu Gheorghe (Sankt Georgen) entfernt.

## Geschichte
Der mehrheitlich von Szeklern bewohnte Ort Aita Mare wurde erstmals 1332 urkundlich erwähnt.
Zur Zeit des Königreichs Ungarn gehörte die heutige Gemeinde dem Stuhlbezirk Miklósvár in der Gespanschaft Háromszék (rumänisch Comitatul Trei-Scaune), in der Nagyajta Verwaltungssitz war. Anschließend gehörte diese dem historischen Kreis Trei-Scaune (zu Deutsch Drei Stühle) und ab 1950 dem heutigen Kreis Covasna an.

## Bevölkerung
Die Bevölkerung in der Gemeinde Aita Mare entwickelte sich wie folgt:
| 1850 | 2.656 | 331 | 2.184 | 12 | 129 |
| 1941 | 2.884 | 13  | 2.854 | 12 | 5   |
| 1992 | 1.824 | 159 | 1.662 | 3  | -   |
| 2002 | 1.771 | 168 | 1.598 | 1  | 4   |
| 2011 | 1.715 | 151 | 1.546 | -  | 18  |
| 2021 | 1.626 | 124 | 1.474 | -  | 28  |

Seit 1850 wurde auf dem Gebiet der Gemeinde Aita Mare die höchste Einwohnerzahl und die der Magyaren 1941 ermittelt. Die höchste Anzahl der Rumänen (382) wurde 1930, die der Rumäniendeutschen 1850 und 1941 und die höchste Anzahl der Roma (119) wurde 1850 registriert. Des Weiteren wurden bei einigen Volkszählungen auch Slowaken, die höchste Anzahl neun, 1910 registriert.

## Sehenswürdigkeiten
- Im Gemeindezentrum die orthodoxe Kirche, nach Angabe des Verzeichnisses historischer Denkmäler des Ministeriums für Kultur und nationales Erbe (Ministerul Culturii și Patrimoniului Național) Sf. Gheorghe,[5] oder Sf. Nicolae,[6] 1866 errichtet und die unitarische Kirchenburg im 14. Jahrhundert errichtet und bis ins 19. Jahrhundert mehrmals erneuert,[7] stehen unter Denkmalschutz.[5]
- Das gesamte Anwesen der ungarischen Adelsfamilie Donáth im 19. Jahrhundert errichtet,[8] steht unter Denkmalschutz.[5]
- Das Rathaus von Aita Mare 1904 bis 1908 errichtet, steht unter Denkmalschutz.[5]
- Im eingemeindeten Dorf Aita Medie (ungarisch Középajta) die reformierte Kirche[9] im 16. Jahrhundert errichtet, mehrere Male umgebaut und der Glockenturm 1794 errichtet, stehen unter Denkmalschutz.[5]
- Wegen mehreren kleineren Teichen und Sümpfen um Aita Mare, befinden sich im Ort zahlreiche Storchenneste, 2018 wurden 58 gezählt.[10]

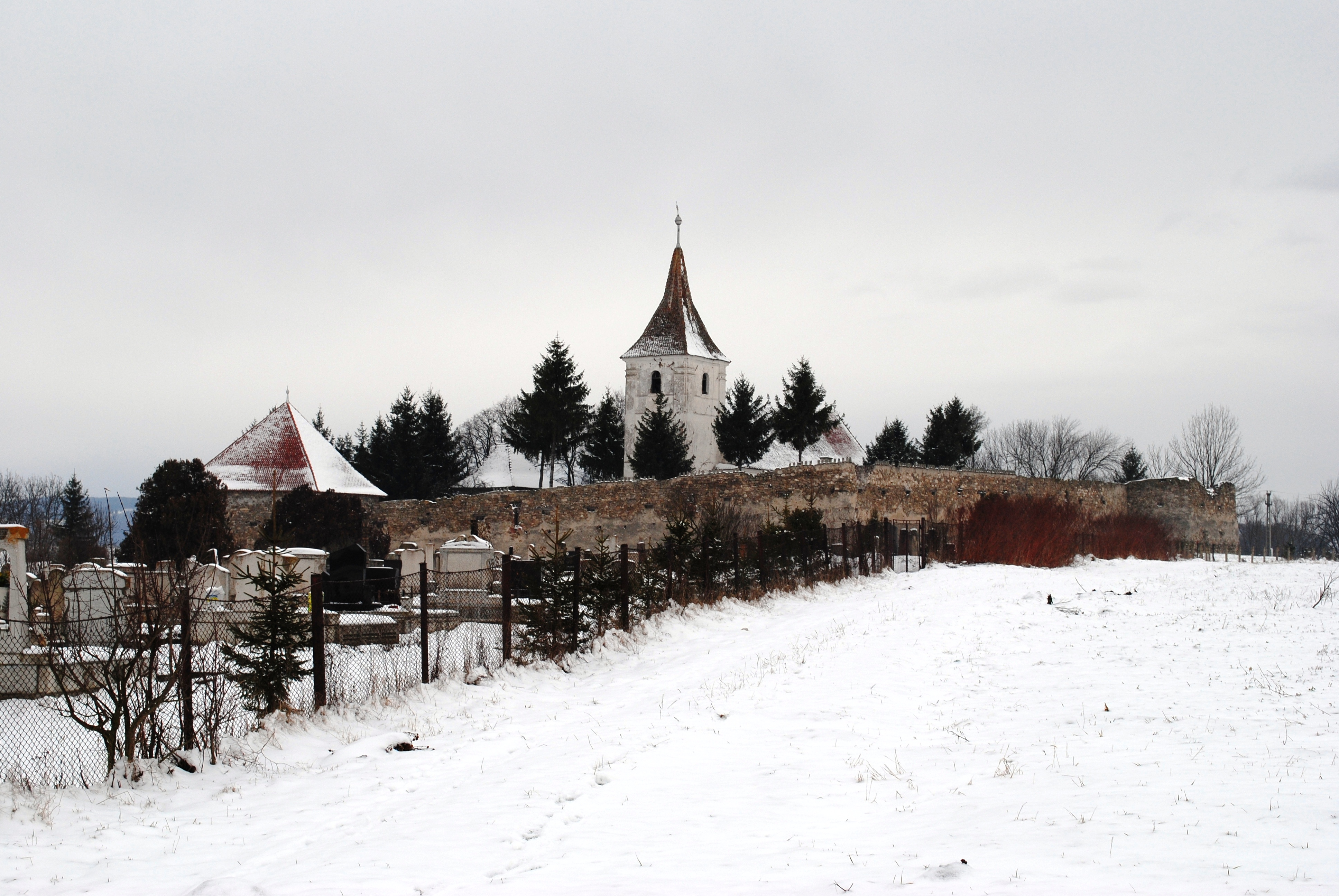
Unitarische Kirchenburg in Aita Mare
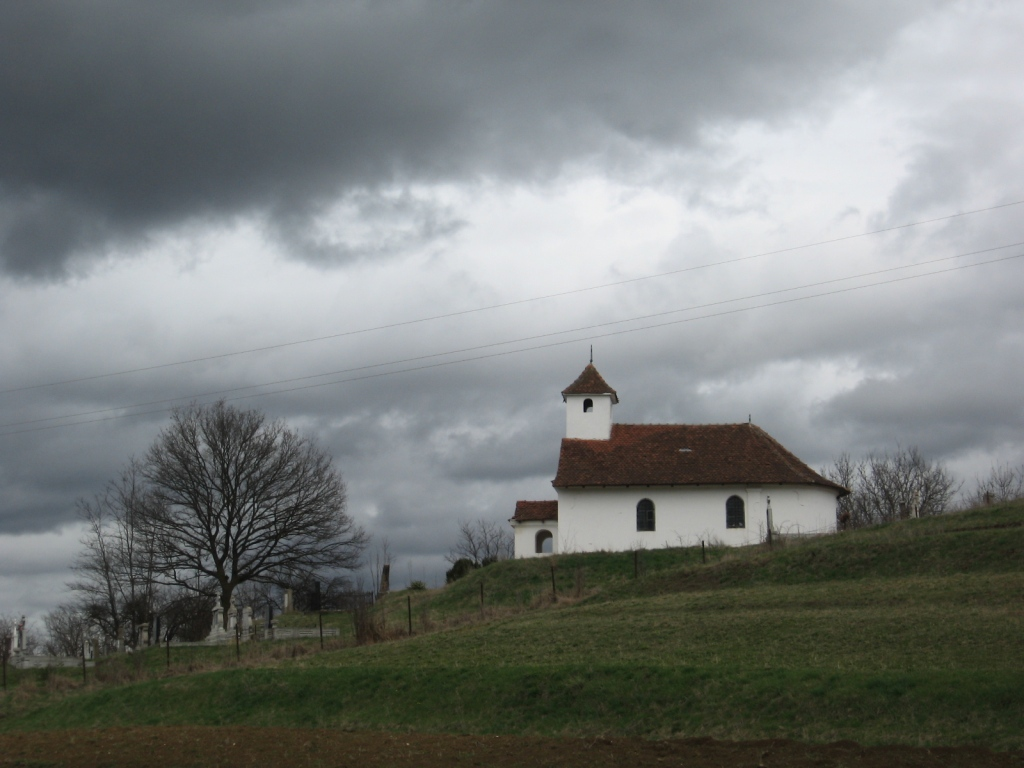
Orthodoxe Kirche in Aita Mare
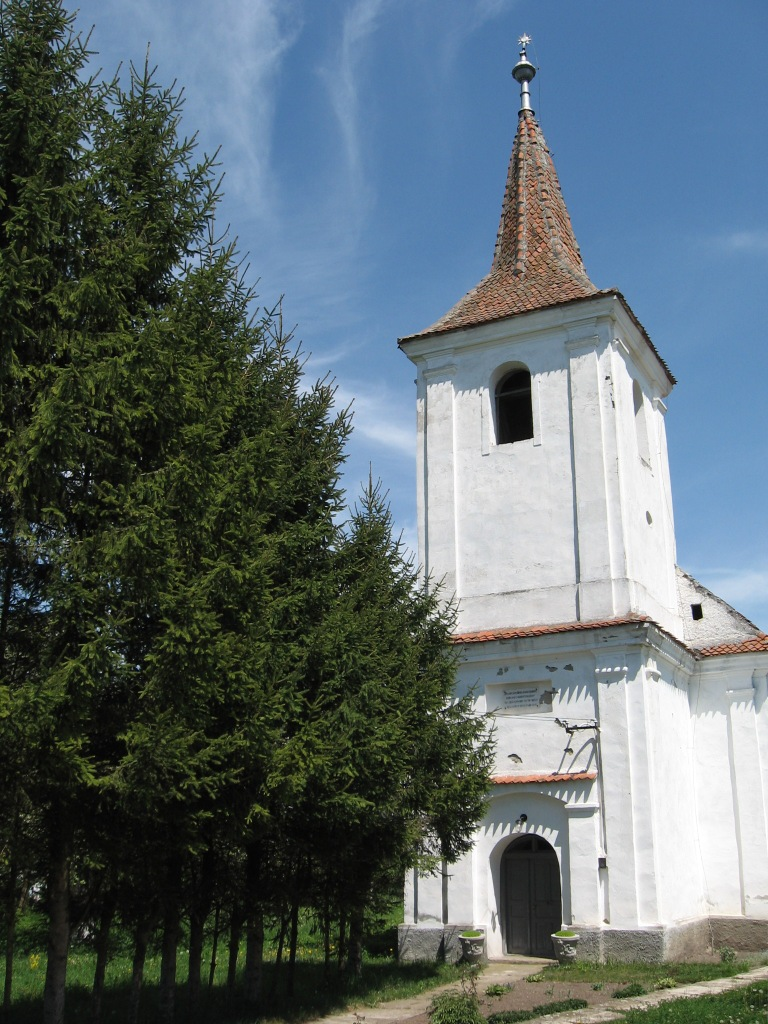
Reformierte Kirche in Aita Mare

## Persönlichkeiten
- István Kovács (1799–1872), war Historiker.[3][11][12]
- István Bara (1808–1868), war Naturwissenschaftler.[3][12]
- János Kriza (1811–1875), war Ethnograph, Dichter, Mitglied der Ungarischen Akademie der Wissenschaften und von 1861 Ungarischer Unitarischer Bischof von Siebenbürgen bis zu seinem Tod.[3][12][13]

## Städtepartnerschaft
Die Gemeinde Aita Mare pflegt eine Partnerschaft mit der ungarischen Gemeinde Majosháza im Kreis Szigetszentmiklós.